# Cathédrale de Gdańsk-Oliwa
La cathédrale de Gdańsk-Oliwa, officiellement connue sous le nom d'archicathédrale basilique de la Sainte-Trinité (en polonais : bazylika archikatedralna Trójcy Świętej w Gdańsku Oliwie) est une église catholique romaine située dans le quartier d'Oliwa de la ville de Gdańsk, en Pologne. 
Depuis 2017, elle fait partie des monuments historiques protégés de Pologne, notamment en raison de son importance historique et du grand orgue qu'elle abrite. Elle est le siège de l'archidiocèse catholique de Gdańsk.

## Galerie

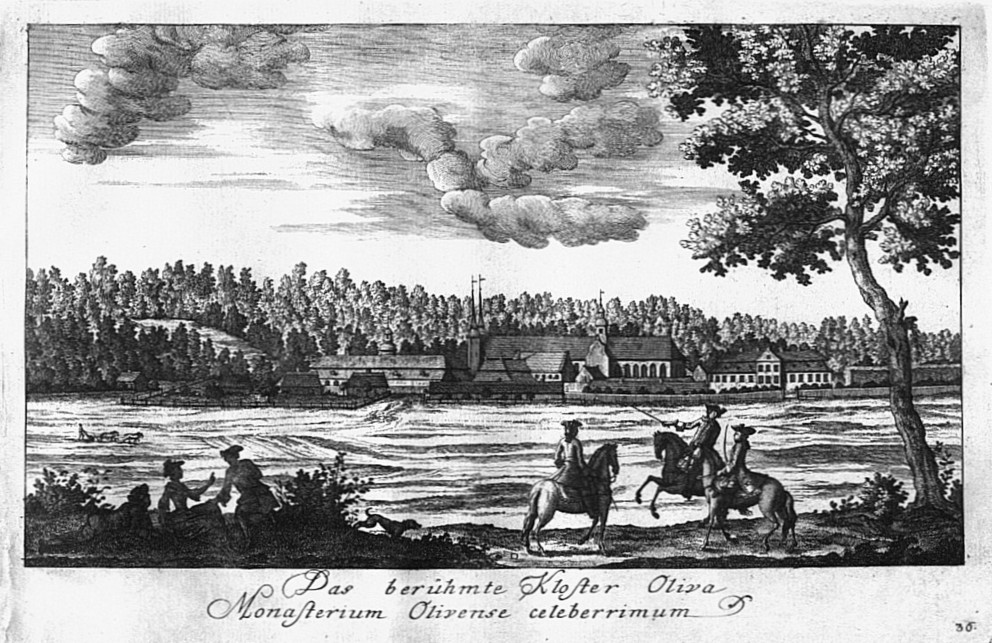
Cathédrale et cloître d'Oliwa en 1765.
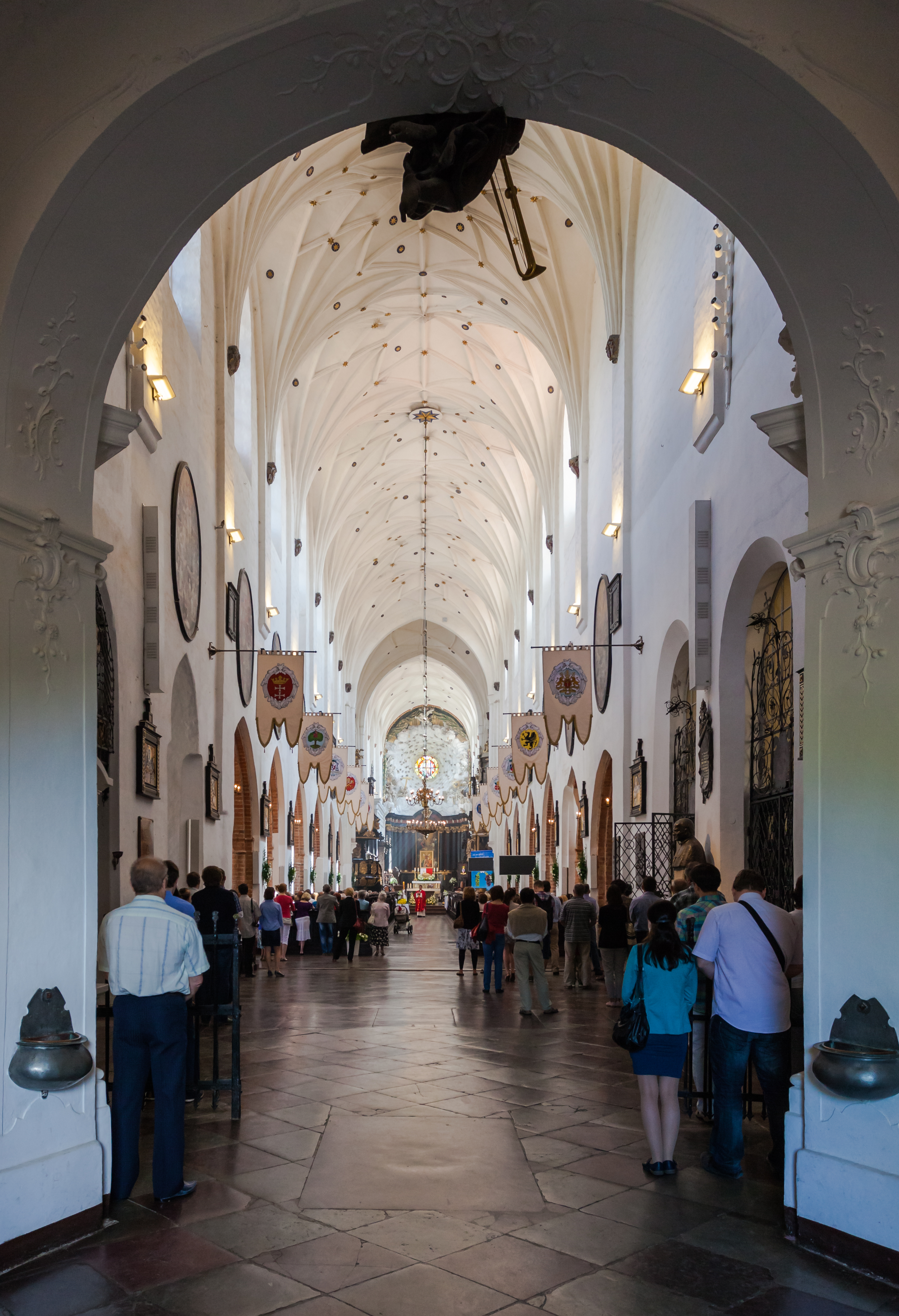
Nef principale.
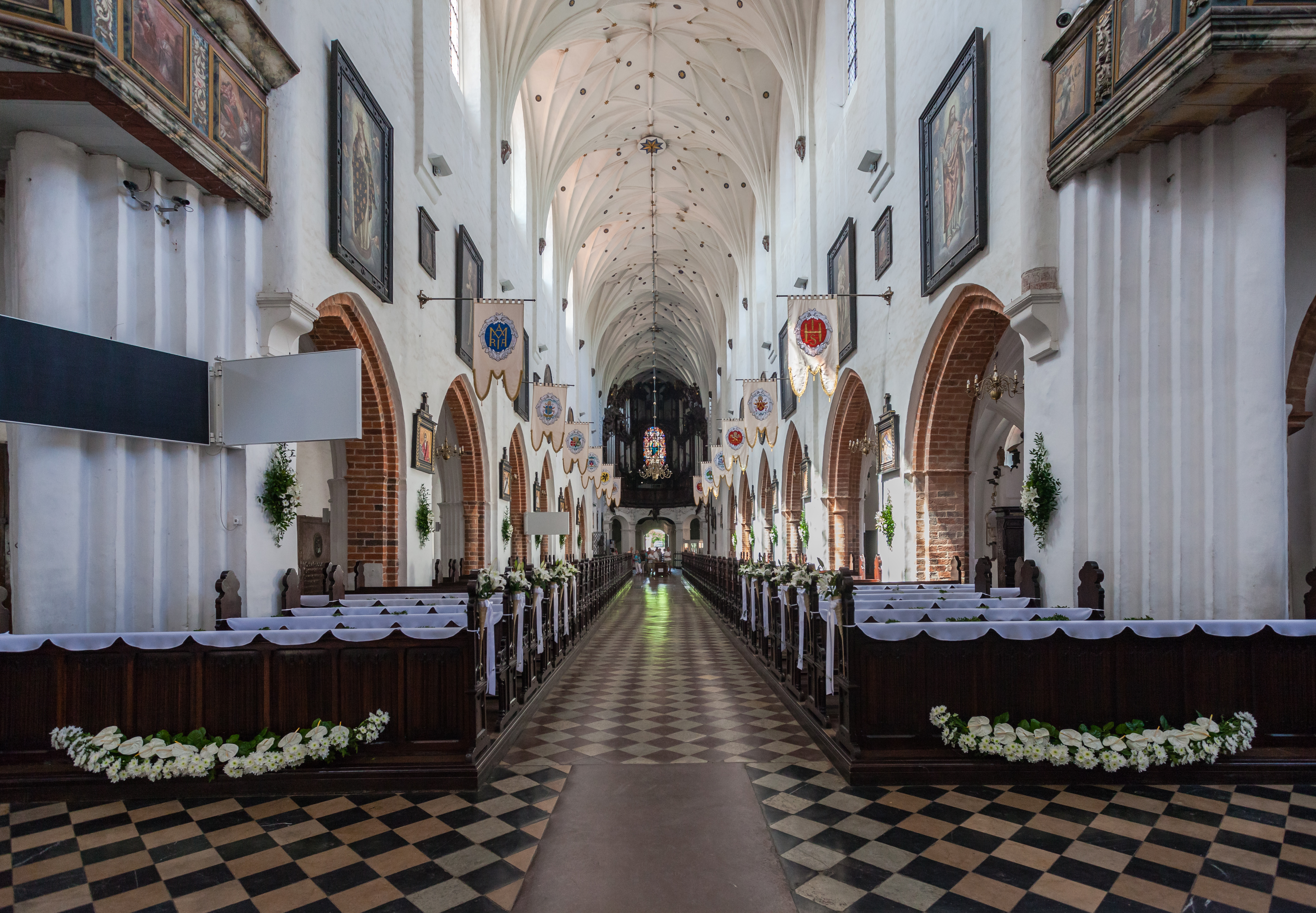
Nef principale.
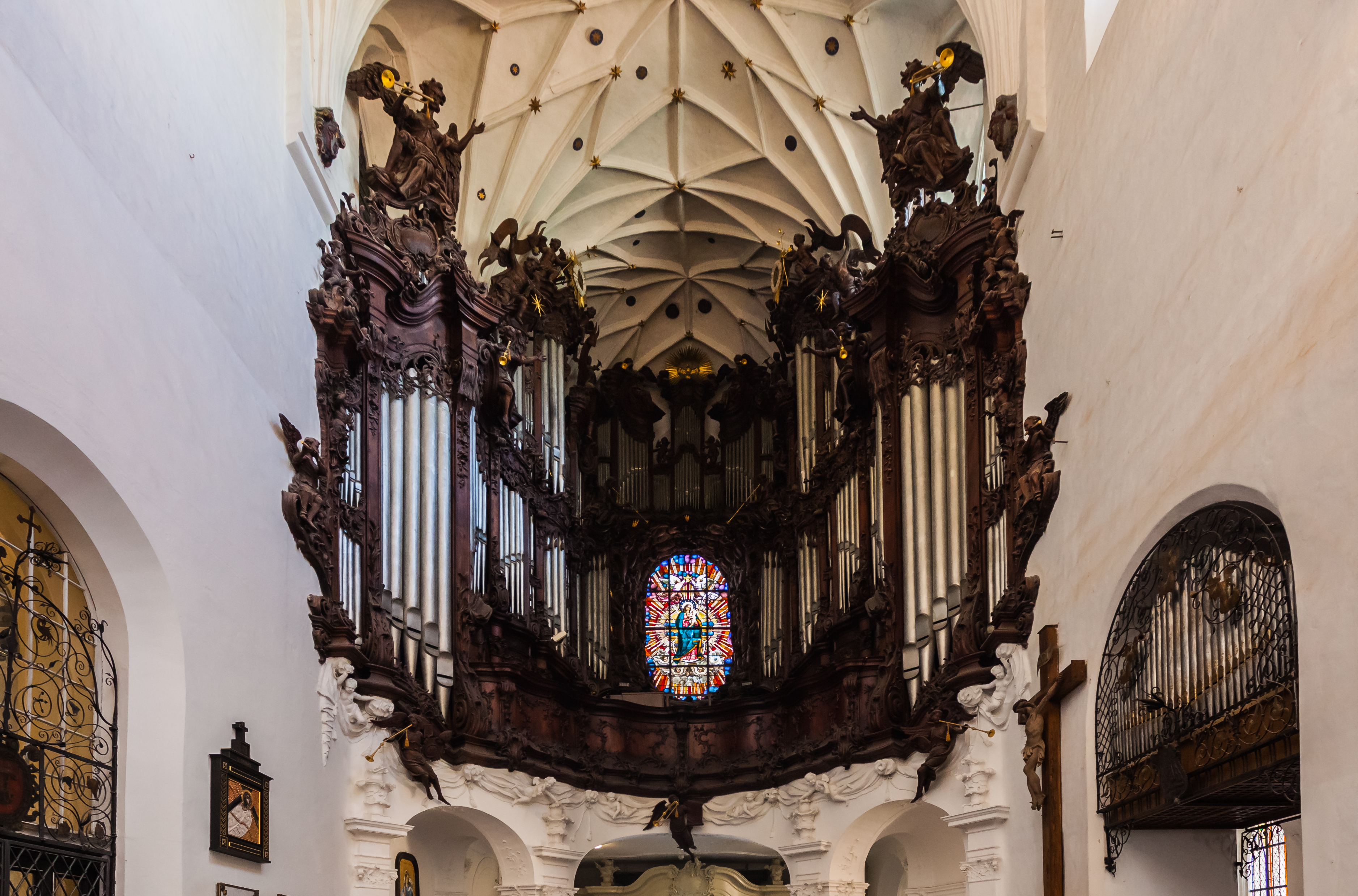
Grand orgue.
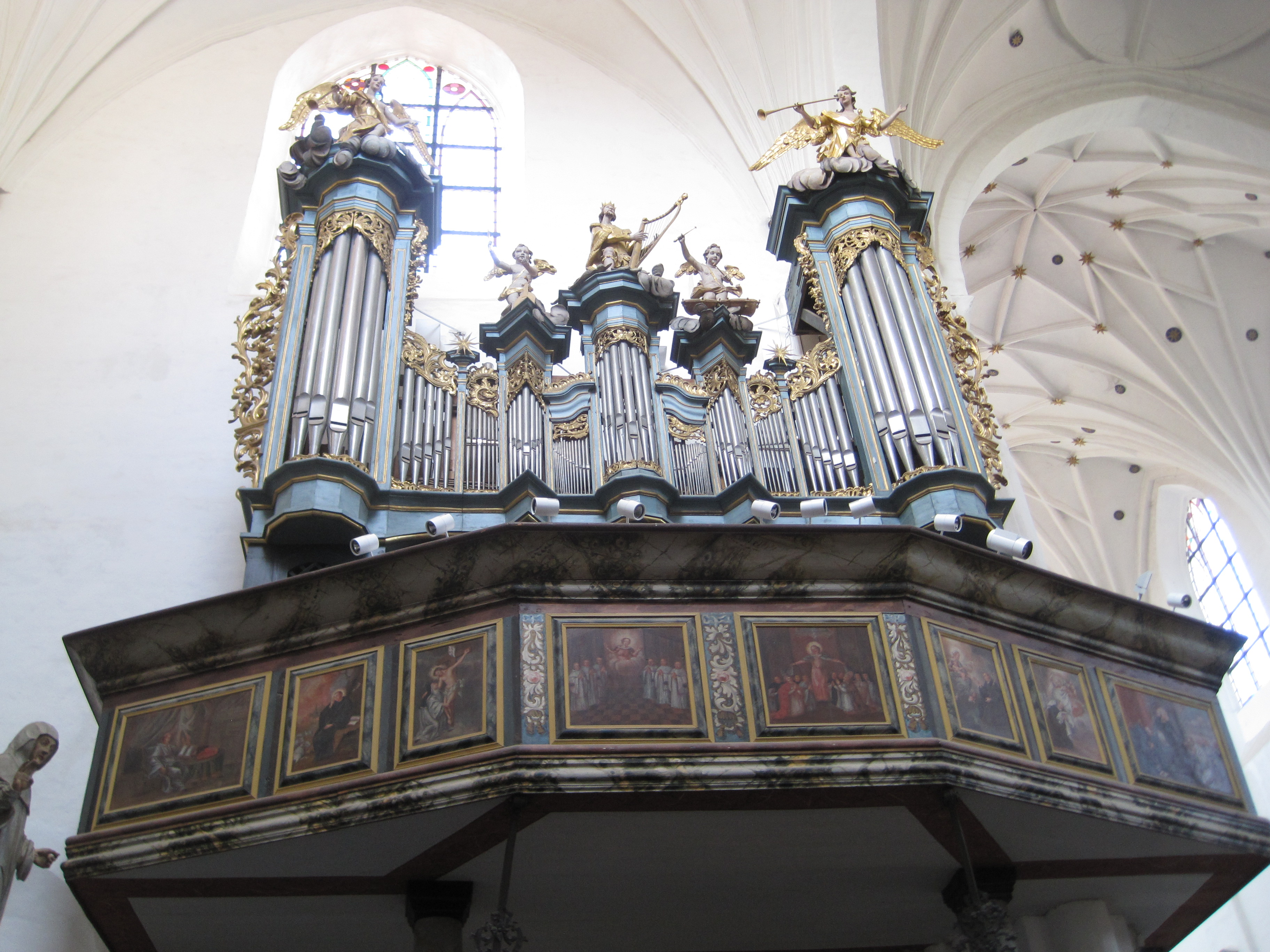
Orgue latéral.
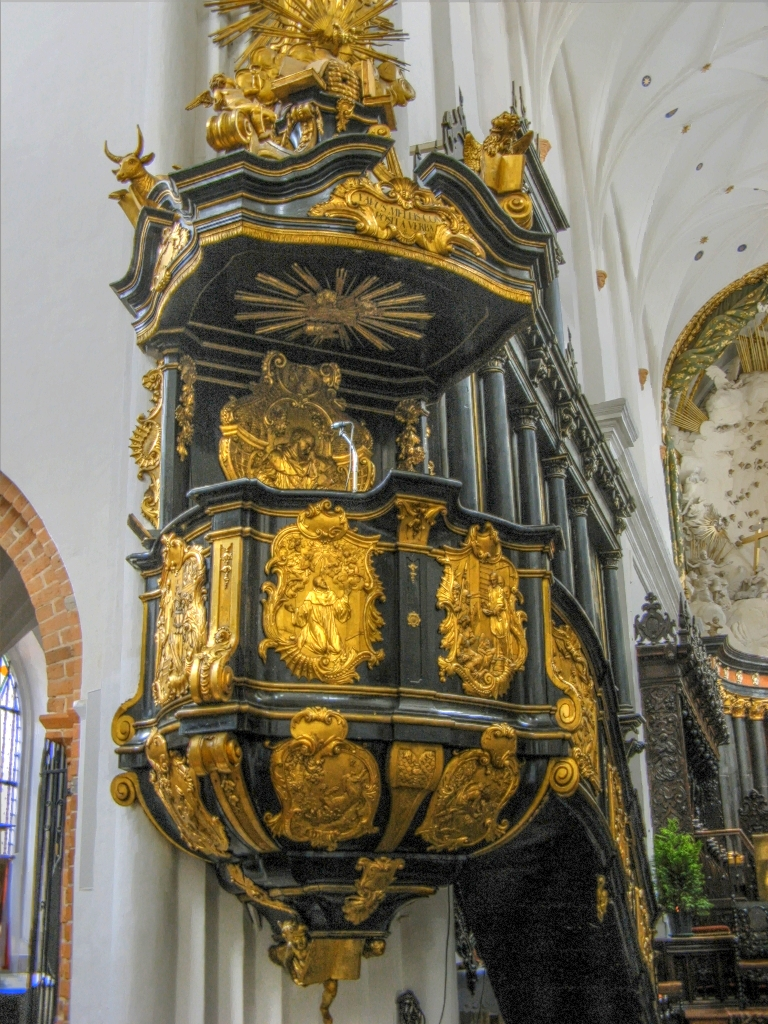
Chaire.
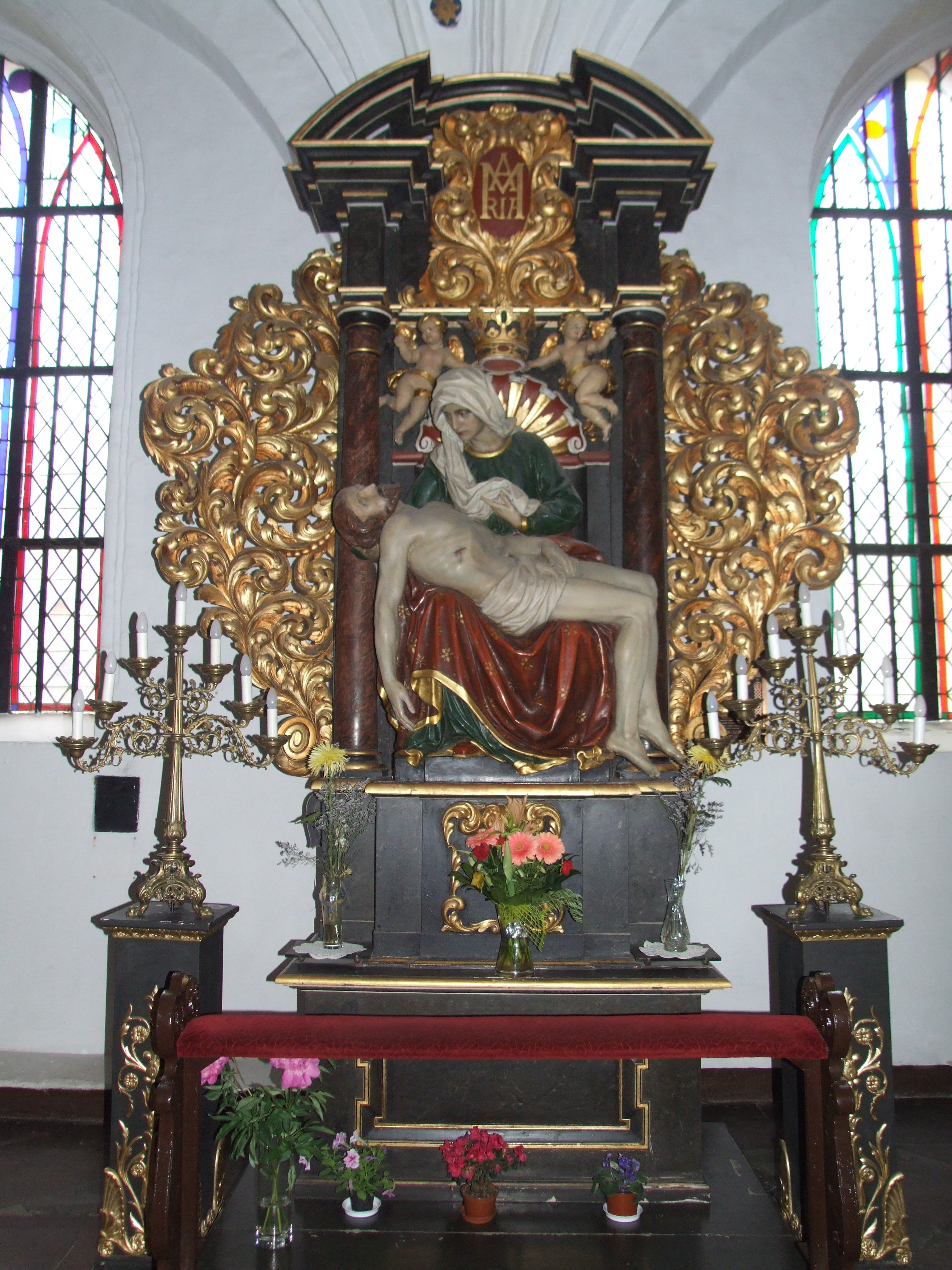
Autel latéral.
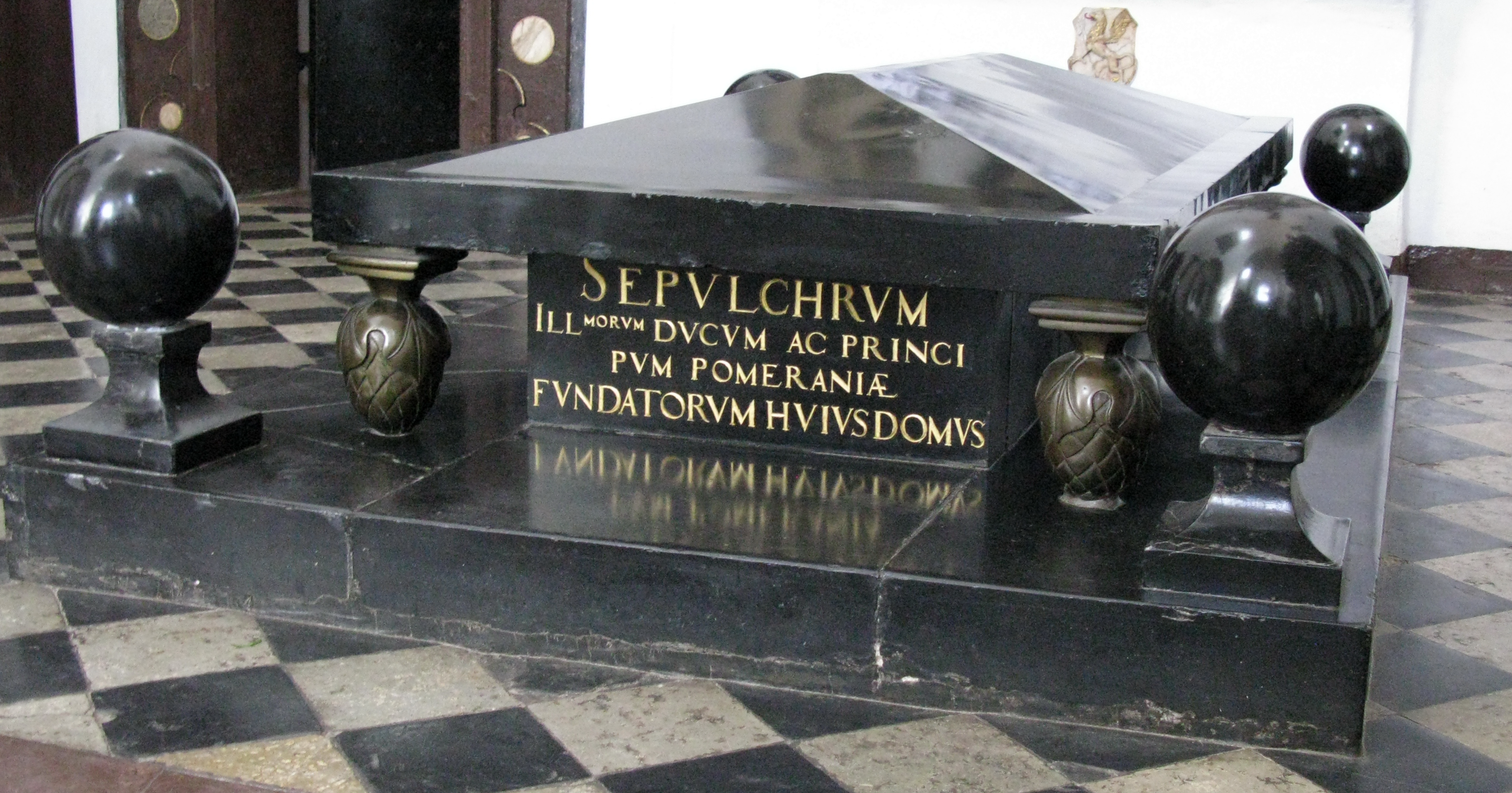
Sépulture des ducs de Poméranie.

### Article lié
- Liste des cathédrales de Pologne